# Mellem ro Regninger
|  | Denne artikel er oprettet af botten Steenthbot ud fra en ekstern database. Den kan derfor have sproglige fejl eller mangler. Denne skabelon kan fjernes efter kontrol af indholdet. |

Mellem ro Regninger er en dansk dokumentarfilm fra 1946 instrueret af Arthur Christiansen.